# Godesberský program
Godesberský program (německy Godesberger Programm, nadepsaný v originále Grundsatzprogramm der Sozialdemokratischen Partei Deutschlands) byl v letech 1959 až 1989 stranický program Sociálnědemokratické strany Německa (SPD). Velkou většinou jej 15. listopadu 1959 schválil mimořádný stranický sjezd SPD ve Stadthalle v Bad Godesbergu, dnes městské části Bonnu. Program vyjadřoval přeměnu SPD z třídní dělnické strany na stranu všelidovou. Ústřední prvky Godesberského programu platí v SPD dodnes – mezi ně patří přihlášení se k tržní ekonomice a obraně země, formulace základních hodnot a nárok být lidovou stranou. Godesberský program následoval v prosinci 1989 Berlínský program.

## Přehled
Godesberský program odstranil zbytky ortodoxní marxistické politiky strany a SPD předefinovala svou ideologii jako freiheitlicher Sozialismus (liberální socialismus). S přijetím Godesberského programu se vzdala ortodoxního marxistického třídní boje i ekonomického determinismu. SPD jej nahradila etickým socialismem založeným na humanismu a zdůraznila, že je demokratická, pragmatická a reformistická. Nejkontroverznějším rozhodnutím Godesberského programu bylo jeho prohlášení, že soukromé vlastnictví výrobních prostředků „si může nárokovat ochranu společnosti, pokud nebrání ustavení sociální spravedlnosti".
Přijetím principů volného trhu SPD argumentovala, že skutečně volný trh by ve skutečnosti musel být regulovaný trh, aby se nevzvrátil v oligarchii. Tato politika také znamenala podporu keynesiánského ekonomického řízení, sociální péče a určité míry ekonomické plánování. Někteří tvrdí, že šlo o opuštění klasické koncepce socialismu, která obsahuje nahrazení kapitalistického ekonomického systému socialistickým. Program vyhlásil, že SPD „již nepovažuje znárodnění za hlavní princip socialistické ekonomiky, ale pouze za jeden z několika (a tehdy pouze poslední) prostředků kontroly ekonomické koncentrace moci klíčových průmyslových odvětví", zatímco také zavazuje SPD k ekonomickému postoji, který podporuje „tolik konkurence, kolik je možné, tolik plánování, kolik je nutné". Rozhodnutí opustit tradiční antikapitalistickou politiku ovšem mnohé členy SPD rozhněvalo.
Po těchto změnách SPD zavedla dva hlavní pilíře toho, co se stalo moderním sociálnědemokratickým programem; konkrétně se stala lidovou stranou spíše než stranou zastupující výhradně dělnickou třídu a dále opustila zbývající marxistické zásady zaměřené na zničení kapitalismu a nahradila je snahou o reformu kapitalismu. Godesberský program se distancoval od marxismu, prohlásil, že demokratický socialismus v Evropě je „zakořeněn v křesťanské etice, humanismu a klasické filozofii". Godesberský program byl významnou revizí směřování SPD a získal pozornost i mimo Německo.
Godesberský program opuštěním teorie třídního boje a revoluce navázal na Eduarda Bernsteina a jeho marxistický revizionismus. Přijetím Godesberského programu SPD opustila nepřátelství ke kapitalismu, které bylo dlouho jádrem stranické ideologie, snažila se obohatit svou starou dělnickou základnu o celé spektrum potenciálních voličů a přijala politickou ideologii založenou na etice. Stále se však držela marxistické vize sdílené i Bernsteinem, že socialismus vznikne jako výsledek evoluce kapitalismu. V tomto smyslu byl Godesberský program vnímán jako konečné vítězství Bernsteinova reformismu nad ortodoxním marxismem Karla Kautského.
Odborové svazy opustily staré požadavky na znárodnění a místo toho stále více spolupracovaly s průmyslem, dosáhly zastoupení pracujících v představenstvech společností, zvýšení mezd a dalších výhod. Po prohře ve spolkových volbách v letech 1953 a 1957 se SPD přesunula směrem k americkému stylu volební strategie založené na image, která zdůrazňovala osobnosti, konkrétně berlínského starostu Willyho Brandta. Když se připravovala na spolkové volby v roce 1961, ukázalo se nezbytným opustit také odpor k přezbrojení a akceptovat členství Německa v NATO. Godesberský program byl nahrazen v roce 1989 Berlínským programem, schváleným na stranickém sjezdu konaném 20. prosince 1989 v Berlíně.

## Zdroje
- ADAMS, Ian. Political Ideology Today. 2nd reprint, revised. vyd. Manchester, England: Manchester University Press, 2001. (Politics Today). ISBN 9780719060199.
- BERMAN, Sheri. The Primacy of Politics: Social Democracy and the Making of Europe's Twentieth Century. Cambridge, Massachusetts: Cambridge University Press, 2006. ISBN 9780521817998.
- ORLOW, Dietrich. Common Destiny: A Comparative History of the Dutch, French, and German Social Democratic Parties, 1945–1969. illustrated, reprinted. vyd. New York City, New York: Berghahn Books, 2000. ISBN 9781571811851.
- HAMPTON, Mary N. Between Bonn and Berlin: German Politics Adrift?. Redakce Hampton Mary N.. illustrated. vyd. Lanham, Maryland: Rowman & Littlefield, 1986. ISBN 9780847690091.
- EGLE, Christoph; HENKES, Christian; MERKEL, Wolfgang; PETRING, Alexander. Social Democracy in Power: The Capacity to Reform. illustrated. vyd. London: Routledge, 2008. ISBN 9781134071791.
- TURNER, Henry Ashby. The Two Germanies Since 1945. illustrated. vyd. New Haven, Connecticut: Yale University Press, 1987. ISBN 9780300038651.